# Гордон-Камминг, Элиза Мария
Леди Элиза Мария Гордон-Камминг (англ. Eliza Maria Gordon-Cumming; 1795, Инверерей, Аргайл — апрель 1842 или 1842) — шотландская аристократка, научный иллюстратор.
Собрала и изучила окаменелости девонских рыб из древнего красного песчаника в графстве Морейшир (Моррей), которую проиллюстрировала вместе со своей дочерью леди Энн Сеймур.

## Биография
Родилась в 1795 году в местечке Инверари области Аргайл в семье полковника Джона Кэмпбелла и его жены — леди Шарлотты Кэмпбелл. Отец был военным и занимался политикой, мать была автором дневников и романистом.
Леди Гордон-Камминг была достаточно опытной художницей, увлекалась садоводством, занималась занялась изучением окаменелостей в своем поместье Алтайр (Altyre) в районе залива Мори-Ферт. Она собрала большое количество образцов ископаемых рыб девонского периода и завела переписку с самыми известными геологами того времени — Луи Агассисом, Уильямом Баклендом и Родериком Мерчисоном, которые посетили её коллекцию в Шотландии. Она разослала письма, собственные иллюстрации и образцы по Европе, намереваясь опубликовать их. Некоторые из этих иллюстраций сохранились в архивах Геологического общества. Некоторые из идей Гордон-Камминг о том, как следует интерпретировать ископаемые останки, были позже развенчаны, когда стало известно больше ископаемых свидетельств, но её иллюстрации пользовались большим уважением. Её работа в области палеонтологии была высоко оценена шотландским геологом Хью Миллером.
Луи Агассис, после своего визита в Алтайр, назвал один из открытых видов Cheirolepis cummingae в честь леди Гордон-Камминг. Позже было обнаружено, что это название вида является синонимом Cheirolepis Trialli. Многие другие окаменелости в коллекции Элизы Марии были лично идентифицированы Агассисом, и в настоящее время находятся в Национальном музее Шотландии, Музее естественной истории в Лондоне и Невшательском университете.

## Семья
В 1815 году леди Элиза Мария вышла замуж за сэра Уильяма Гордона Гордон-Камминга, 2-го баронета. У них было 13 детей, в том числе:
- Александр Пенроуз Гордон-Камминг, 3-й баронет (1816—1866),
- Роэлин Джордж Гордон-Камминг (1820—1866),
- Генри Гордон-Камминг (1822—1887),
- Аделаида Элиза Гордон-Камминг (1825—1870),
- Джон Рэндольф Гордон-Камминг (1826—1866),
- Уильям Гордон Гордон-Камминг (1829—1908),
- Алиса Генриетта Гордон-Камминг (1828—1859),
- Констанс Фредерика Гордон-Камминг (1837—1924),
- Фрэнсис Гастингс Тун Гордон-Камминг (1842—1883),
- Мэри Элизабет Гордон-Камминг (?—?),
- Энн Сеймур Конуэй Бейкер Крессуэлл (ум. 1858),
- Элеонора Гордон-Камминг (ум. 1889).

Умерла 21 апреля 1842 года в городе Форрес из-за осложнений после родов тринадцатого ребёнка. Была похоронена в семейном склепе мавзолея Michael Kirk в местечке Даффус.